# Italia ai XXIV Giochi olimpici invernali

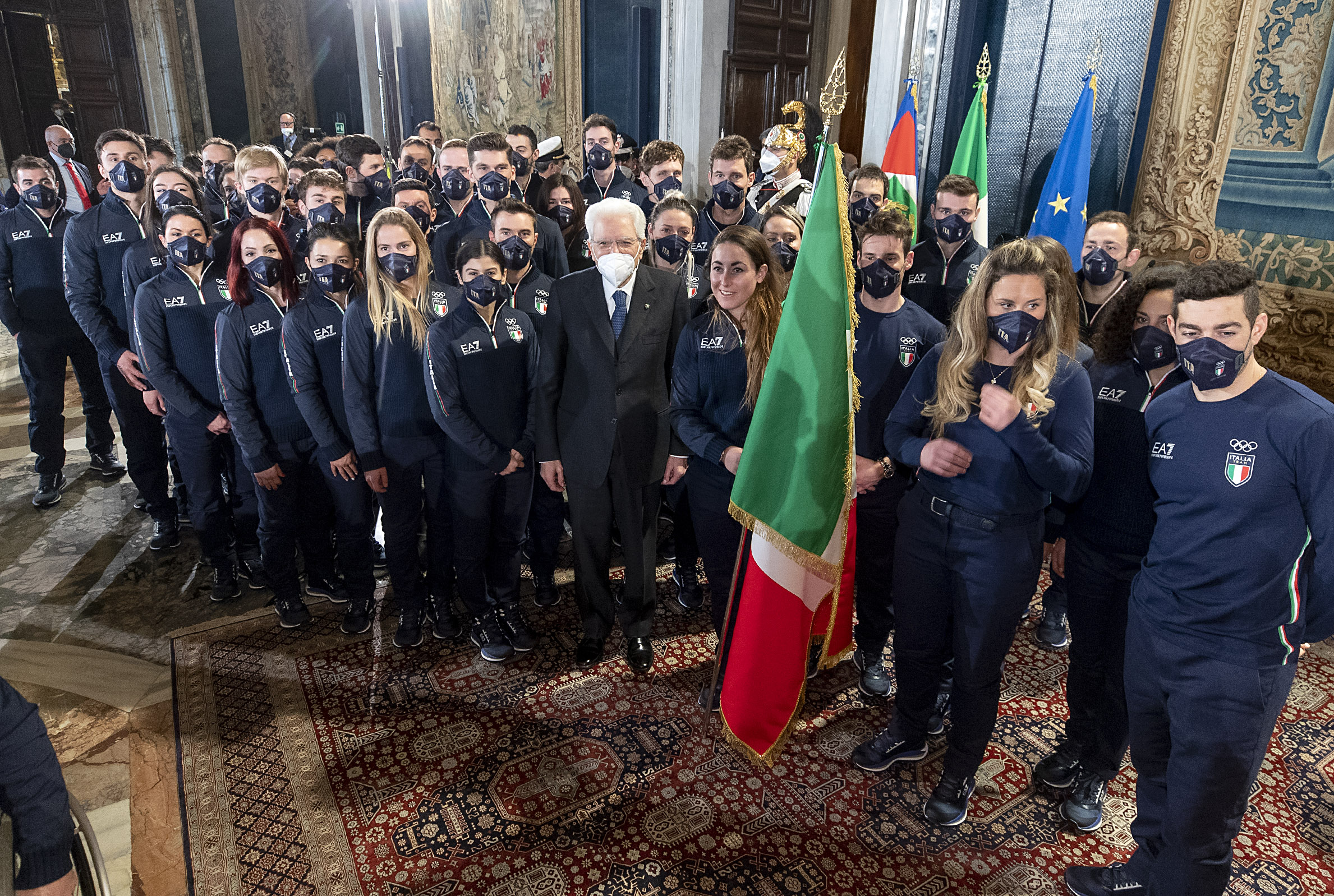
Il Presidente Sergio Mattarella con la squadra olimpica alla cerimonia di consegna della bandiera

L'Italia ha partecipato ai XXIV Giochi olimpici invernali, che si sono svolti dal 4 al 20 febbraio 2022 a Pechino in Cina, con una delegazione composta da centodiciotto atleti, settantadue uomini e quarantasei donne.
Portabandiera della squadra nel corso della cerimonia di apertura è stata la snowboarder Michela Moioli; originariamente avrebbe dovuto essere Sofia Goggia, ma ha dovuto rinunciare a causa di un infortunio subito pochi giorni prima dell'inizio della manifestazione. Per la cerimonia di chiusura invece è stata scelta la pattinatrice Francesca Lollobrigida al posto della Moioli.

## Delegazione
La delegazione italiana alle Olimpiadi invernali di Pechino è composta da 118 atleti che hanno gareggiato in 14 sport.
| Sport                   | Uomini | Donne | Totale |
| ----------------------- | ------ | ----- | ------ |
| Biathlon                | 5      | 5     | 10     |
| Bob                     | 7      | 2     | 9      |
| Curling                 | 5      | 1     | 6      |
| Combinata nordica       | 4      | 0     | 4      |
| Freestyle               | 2      | 3     | 5      |
| Pattinaggio di figura   | 5      | 4     | 9      |
| Pattinaggio di velocità | 6      | 1     | 7      |
| Salto                   | 1      | 1     | 2      |
| Sci alpino              | 7      | 9     | 16     |
| Sci di fondo            | 5      | 7     | 12     |
| Short track             | 5      | 5     | 10     |
| Skeleton                | 2      | 1     | 3      |
| Slittino                | 5      | 3     | 8      |
| Snowboard               | 11     | 6     | 17     |
| Totale                  | 70     | 48    | 118    |

## Medaglie
| Riepilogo quotidiano | Riepilogo quotidiano | Riepilogo quotidiano | Riepilogo quotidiano | Riepilogo quotidiano | Riepilogo quotidiano |
| -------------------- | -------------------- | -------------------- | -------------------- | -------------------- | -------------------- |
| Giorno               | Data                 | Oro                  | Argento              | Bronzo               | Totale               |
| 1º                   | 5                    | 0                    | 2                    | 0                    | 2                    |
| 2º                   | 6                    | 0                    | 0                    | 1                    | 1                    |
| 3º                   | 7                    | 1                    | 1                    | 0                    | 2                    |
| 4º                   | 8                    | 1                    | 1                    | 0                    | 2                    |
| 5º                   | 9                    | 0                    | 0                    | 0                    | 0                    |
| 6º                   | 10                   | 0                    | 0                    | 1                    | 1                    |
| 7º                   | 11                   | 0                    | 0                    | 2                    | 2                    |
| 8º                   | 12                   | 0                    | 1                    | 0                    | 1                    |
| 9º                   | 13                   | 0                    | 0                    | 0                    | 0                    |
| 10º                  | 14                   | 0                    | 0                    | 0                    | 0                    |
| 11º                  | 15                   | 0                    | 1                    | 1                    | 2                    |
| 12º                  | 16                   | 0                    | 1                    | 1                    | 2                    |
| 13º                  | 17                   | 0                    | 0                    | 1                    | 1                    |
| 14º                  | 18                   | 0                    | 0                    | 0                    | 0                    |
| 15º                  | 19                   | 0                    | 0                    | 1                    | 1                    |
| 16º                  | 20                   | 0                    | 0                    | 0                    | 0                    |
| Totale               | Totale               | 2                    | 7                    | 8                    | 17                   |

### Medagliere per discipline
| Sport                   | Oro | Argento | Bronzo | Totale |
| ----------------------- | --- | ------- | ------ | ------ |
| Short track             | 1   | 2       | 1      | 4      |
| Curling                 | 1   | 0       | 0      | 1      |
| Sci alpino              | 0   | 2       | 2      | 4      |
| Pattinaggio di velocità | 0   | 1       | 2      | 3      |
| Snowboard               | 0   | 1       | 1      | 2      |
| Sci di fondo            | 0   | 1       | 0      | 1      |
| Biathlon                | 0   | 0       | 1      | 1      |
| Slittino                | 0   | 0       | 1      | 1      |
| Totale                  | 2   | 7       | 8      | 17     |

### Medaglie d'oro
| Medaglia | Nome                              | Sport       | Evento          |
| -------- | --------------------------------- | ----------- | --------------- |
| Oro      | Arianna Fontana                   | Short track | 500 m femminile |
| Oro      | Stefania Constantini Amos Mosaner | Curling     | Doppio misto    |

### Medaglie d'argento
| Medaglia | Nome                                                                                                | Sport                   | Evento                    |
| -------- | --------------------------------------------------------------------------------------------------- | ----------------------- | ------------------------- |
| Argento  | Francesca Lollobrigida                                                                              | Pattinaggio di velocità | 3000 m femminile          |
| Argento  | Andrea Cassinelli Yuri Confortola Arianna Fontana Pietro Sighel Arianna Valcepina Martina Valcepina | Short track             | 2000 m staffetta mista    |
| Argento  | Federica Brignone                                                                                   | Sci alpino              | Slalom gigante femminile  |
| Argento  | Federico Pellegrino                                                                                 | Sci di fondo            | Sprint maschile           |
| Argento  | Omar Visintin Michela Moioli                                                                        | Snowboard               | Snowboard cross a squadre |
| Argento  | Sofia Goggia                                                                                        | Sci alpino              | Discesa libera femminile  |
| Argento  | Arianna Fontana                                                                                     | Short track             | 1500 m femminile          |

### Medaglie di bronzo
| Medaglia | Nome                                                          | Sport                   | Evento                    |
| -------- | ------------------------------------------------------------- | ----------------------- | ------------------------- |
| Bronzo   | Dominik Fischnaller                                           | Slittino                | Singolo maschile          |
| Bronzo   | Omar Visintin                                                 | Snowboard               | Snowboard cross maschile  |
| Bronzo   | Davide Ghiotto                                                | Pattinaggio di velocità | 10000 m maschile          |
| Bronzo   | Dorothea Wierer                                               | Biathlon                | 7,5 km sprint femminile   |
| Bronzo   | Nadia Delago                                                  | Sci alpino              | Discesa libera femminile  |
| Bronzo   | Pietro Sighel Yuri Confortola Tommaso Dotti Andrea Cassinelli | Short track             | 5000 m staffetta maschile |
| Bronzo   | Federica Brignone                                             | Sci alpino              | Combinata femminile       |
| Bronzo   | Francesca Lollobrigida                                        | Pattinaggio di velocità | Mass start femminile      |

### Statistiche

#### Medagliati in più edizioni
| Nome                | Sport        | Evento                    | '06    | '10    | '14     | '18     | '22     |
| ------------------- | ------------ | ------------------------- | ------ | ------ | ------- | ------- | ------- |
| Arianna Fontana     | Short track  | Staffetta femminile       | Bronzo | -      | Bronzo  | Argento | -       |
| Arianna Fontana     | Short track  | 500 m femminile           | -      | Bronzo | Argento | Oro     | Oro     |
| Arianna Fontana     | Short track  | 1000 m femminile          | -      | -      | -       | Bronzo  | -       |
| Arianna Fontana     | Short track  | 1500 m femminile          | -      | -      | Bronzo  | -       | Argento |
| Arianna Fontana     | Short track  | Staffetta 2000 m mista    | ND     | ND     | ND      | ND      | Argento |
| Martina Valcepina   | Short track  | Staffetta femminile       | -      | -      | Bronzo  | Argento | -       |
| Martina Valcepina   | Short track  | Staffetta 2000 m mista    | ND     | ND     | ND      | ND      | Argento |
| Federica Brignone   | Sci alpino   | Slalom gigante femminile  | -      | -      | -       | Bronzo  | Argento |
| Federica Brignone   | Sci alpino   | Combinata femminile       | -      | -      | -       | -       | Bronzo  |
| Dorothea Wierer     | Biathlon     | Staffetta 4x6 km mista    | ND     | ND     | Bronzo  | Bronzo  | -       |
| Dorothea Wierer     | Biathlon     | 7,5 km sprint femminile   | -      | -      | -       | -       | Bronzo  |
| Sofia Goggia        | Sci alpino   | Discesa libera femminile  | -      | -      | -       | Oro     | Argento |
| Michela Moioli      | Snowboard    | Snowboard cross femminile | -      | -      | -       | Oro     | -       |
| Michela Moioli      | Snowboard    | Snowboard cross a squadre | ND     | ND     | ND      | ND      | Argento |
| Federico Pellegrino | Sci di fondo | Sprint maschile           | -      | -      | -       | Argento | Argento |

#### Medaglie per genere
| Sesso      | Oro | Argento | Bronzo | Totale |
| ---------- | --- | ------- | ------ | ------ |
| Uomini     | 0   | 1       | 4      | 5      |
| Donne      | 1   | 4       | 4      | 9      |
| Gare miste | 1   | 2       | 0      | 3      |

#### Plurimedagliati
| Nome                   | Sport                   | Oro | Argento | Bronzo | Totale |
| ---------------------- | ----------------------- | --- | ------- | ------ | ------ |
| Arianna Fontana        | Short track             | 1   | 2       | 0      | 3      |
| Federica Brignone      | Sci alpino              | 0   | 1       | 1      | 2      |
| Andrea Cassinelli      | Short track             | 0   | 1       | 1      | 2      |
| Yuri Confortola        | Short track             | 0   | 1       | 1      | 2      |
| Francesca Lollobrigida | Pattinaggio di velocità | 0   | 1       | 1      | 2      |
| Pietro Sighel          | Short track             | 0   | 1       | 1      | 2      |
| Omar Visintin          | Snowboard               | 0   | 1       | 1      | 2      |

## Record

### Record storici
- In questa edizione delle Olimpiadi Invernali, la spedizione italiana ha conquistato medaglie in 8 diverse discipline, record storico per gli azzurri nei Giochi Olimpici invernali.
- Le 7 medaglie di argento conquistate in questa edizione rappresentano il record di secondi posti ottenuti in una singola edizione dei Giochi Olimpici invernali per l'Italia. Gli 8 bronzi invece eguagliano il record di Lillehammer 1994.
- Le 17 medaglie complessive conquistate dalla delegazione azzurra rappresentano il secondo miglior risultato assoluto ai Giochi invernali, dietro alle 20 di Lillehammer 1994.
- Con le tre medaglie conquistate in questa edizione nello Short track, Arianna Fontana diventa l'atleta donna più medagliata nella storia delle Olimpiadi per l'Italia e l'atleta con più medaglie nella storia dello Short track ai Giochi olimpici, con 11 medaglie olimpiche totali.[4]
- il 5 febbraio 2022 Francesca Lollobrigida arrivando seconda nei 3000 metri di pattinaggio di velocità conquista la prima medaglia olimpica italiana femminile nel pattinaggio di velocità.
- L'8 febbraio 2022 Stefania Constantini e Amos Mosaner, vincendo la medaglia d'oro nel doppio misto, conquistano la prima medaglia olimpica nella storia del curling italiano, riuscendo a vincere tutte le 11 partite del torneo olimpico. Questo titolo rappresenta anche la prima medaglia d'oro nei Giochi Olimpici invernali conquistata in una disciplina mista per l'Italia.
- L'11 febbraio 2022 Dorothea Wierer arrivando terza nella sprint femminile di biathlon conquista la prima medaglia olimpica italiana a livello individuale nel biathlon femminile.
- Il 15 febbraio 2022, Sofia Goggia, concludendo al secondo posto nella discesa libera femminile, diventa la prima italiana di sempre ad andare a medaglia in questa disciplina in due edizioni consecutive dei Giochi Olimpici invernali; grazie al bronzo di Nadia Delago nella stessa gara, l'Italia per la prima volta manda due atleti sul podio della discesa libera olimpica.

## Biathlon
L'Italia ha qualificato 5 atleti e 5 atlete in questa specialità.

### Uomini
| Atleta                                                         | Evento                  | Tempo        | Errori      | Pos. |
| -------------------------------------------------------------- | ----------------------- | ------------ | ----------- | ---- |
| Thomas Bormolini                                               | 10 km sprint            | 25'44"1      | 1 (1+0)     | 23º  |
| Tommaso Giacomel                                               | 10 km sprint            | 26'52"2      | 4 (1+3)     | 61º  |
| Lukas Hofer                                                    | 10 km sprint            | 25'19"6      | 1 (0+1)     | 14º  |
| Dominik Windisch                                               | 10 km sprint            | 25'51"6      | 2 (0+2)     | 30º  |
| Thomas Bormolini                                               | 12,5 km inseguimento    | 44'04"5      | 6 (0+1+1+4) | 33º  |
| Lukas Hofer                                                    | 12,5 km inseguimento    | 39'58"6      | 0 (0+0+0+0) | 4º   |
| Dominik Windisch                                               | 12,5 km inseguimento    | 43'41"9      | 7 (1+1+3+2) | 26º  |
| Didier Bionaz                                                  | 20 km individuale       | 54'44"7      | 3 (1+1+1+0) | 48º  |
| Thomas Bormolini                                               | 20 km individuale       | 55'48"6      | 5 (0+1+2+2) | 63º  |
| Lukas Hofer                                                    | 20 km individuale       | 52'43"6      | 2 (0+2+0+0) | 27º  |
| Dominik Windisch                                               | 20 km individuale       | 51'25"6      | 2 (0+0+1+1) | 14º  |
| Thomas Bormolini Tommaso Giacomel Lukas Hofer Dominik Windisch | Staffetta 4x7,5 km      | 1h21'48"8 15 | (2+13)      | 7º   |
| Lukas Hofer                                                    | 15 km partenza in linea | 42'58"8      | 6 (1+1+2+2) | 27º  |
| Dominik Windisch                                               | 15 km partenza in linea | 39'52"8      | 3 (0+2+1+0) | 5º   |

### Donne
| Atleta                                                           | Evento                    | Tempo       | Errori      | Pos.   |
| ---------------------------------------------------------------- | ------------------------- | ----------- | ----------- | ------ |
| Samuela Comola                                                   | 7,5 km sprint             | 23'30"7     | 1 (1+0)     | 57ª    |
| Federica Sanfilippo                                              | 7,5 km sprint             | 24'57"1     | 5 (3+2)     | 82ª    |
| Lisa Vittozzi                                                    | 7,5 km sprint             | 23'09"1     | 4 (4+0)     | 36ª    |
| Dorothea Wierer                                                  | 7,5 km sprint             | 21'21"5     | 0 (0+0)     | Bronzo |
| Samuela Comola                                                   | 10 km inseguimento        | 40'10"4     | 3 (0+1+1+1) | 37ª    |
| Lisa Vittozzi                                                    | 10 km inseguimento        | 39'21"2     | 4 (1+2+0+1) | 32ª    |
| Dorothea Wierer                                                  | 10 km inseguimento        | 36'56"0     | 3 (0+0+2+1) | 6ª     |
| Michela Carrara                                                  | 15 km individuale         | 51'29"1     | 5 (1+2+1+1) | 60ª    |
| Federica Sanfilippo                                              | 15 km individuale         | 50'09"3     | 5 (0+2+1+2) | 49ª    |
| Lisa Vittozzi                                                    | 15 km individuale         | 52'57"1     | 8 (5+1+2+0) | 76ª    |
| Dorothea Wierer                                                  | 15 km individuale         | 46'45"0     | 3 (0+1+0+2) | 17ª    |
| Lisa Vittozzi Dorothea Wierer Samuela Comola Federica Sanfilippo | Staffetta 4x6 km          | 1h12'37"0 5 | (0+5)       | 5ª     |
| Dorothea Wierer                                                  | 12,5 km partenza in linea | 43'41"0     | 8 (2+2+2+2) | 22ª    |

### Misto
| Atleta                                                     | Evento           | Penalità  | Tempo     | Posizione |
| ---------------------------------------------------------- | ---------------- | --------- | --------- | --------- |
| Lisa Vittozzi Dorothea Wierer Thomas Bormolini Lukas Hofer | Staffetta 4x6 km | 18 (4+14) | 1h09'25"3 | 9ª        |

## Bob

### Uomini
| Atleta                                                            | Evento                 | 1ª manche | 1ª manche | 2ª manche | 2ª manche | 3ª manche | 3ª manche | 4ª manche | 4ª manche | Totale  | Totale |
| Atleta                                                            | Evento                 | Tempo     | Pos.      | Tempo     | Pos.      | Tempo     | Pos.      | Tempo     | Pos.      | Tempo   | Pos.   |
| ----------------------------------------------------------------- | ---------------------- | --------- | --------- | --------- | --------- | --------- | --------- | --------- | --------- | ------- | ------ |
| Patrick Baumgartner Robert Mircea                                 | Bob a due maschile     | 1'00"08   | 20ª       | 1'00"47   | 24ª       | 1'00"38   | 21ª       | N.D.      | N.D.      | 3'00"93 | 21ª    |
| Patrick Baumgartner Lorenzo Bilotti Eric Fantazzini Alex Verginer | Bob a quattro maschile | 59"36     | 17ª       | 59"36     | 20ª       | 59"34     | 15ª       | 59"28     | 4ª        | 3'57"70 | 15ª    |
| Robert Mircea Delmas Obou Alex Pagnini Mattia Variola             | Bob a quattro maschile | 1'00"25   | 27ª       | 1'00"33   | 27ª       | 1'00"07   | 26ª       | N.D.      | N.D.      | 3'00"65 | 27ª    |

Riserva: Costantino Ughi

### Donne
| Atleta          | Evento            | 1ª manche | 1ª manche | 2ª manche | 2ª manche | 3ª manche | 3ª manche | 4ª manche | 4ª manche | Totale  | Totale |
| Atleta          | Evento            | Tempo     | Pos.      | Tempo     | Pos.      | Tempo     | Pos.      | Tempo     | Pos.      | Tempo   | Pos.   |
| --------------- | ----------------- | --------- | --------- | --------- | --------- | --------- | --------- | --------- | --------- | ------- | ------ |
| Giada Andreutti | Monobob femminile | 1'06"07   | 17ª       | 1'05"77   | 10ª       | 1'06"57   | 16ª       | 1'06"38   | 12ª       | 4'24"79 | 15ª    |

## Combinata nordica
L'Italia ha qualificato nella combinata nordica un totale di quattro atleti.
| Atleta            | Evento             | Salto     | Salto | Salto     | Fondo   | Fondo            | Posizione |
| Atleta            | Evento             | Lunghezza | Punti | Posizione | Tempo   | Tempo + distacco | Posizione |
| ----------------- | ------------------ | --------- | ----- | --------- | ------- | ---------------- | --------- |
| Iacopo Bortolas   | Trampolino normale | 93,5 m    | 97,0  | 26º       | 27'30"8 | 29'54"8          | 33º       |
| Raffaele Buzzi    | Trampolino normale | 93,0 m    | 99,9  | 22º       | 24'47"3 | 26'59"3          | 16º       |
| Alessandro Pittin | Trampolino normale | 75,5 m    | 62,9  | 40º       | 24'53"4 | 29'33"4          | 32º       |
| Iacopo Bortolas   | Trampolino lungo   | 121,5 m   | 87,7  | 29º       | 29'01"6 | 32'29"6          | 39º       |
| Raffaele Buzzi    | Trampolino lungo   | 124,0 m   | 98,7  | 21º       | 26'34"9 | 29'18"9          | 22º       |
| Samuel Costa      | Trampolino lungo   | 110,0 m   | 64,3  | 40º       | 27'20"3 | 32'22"3          | 38º       |
| Alessandro Pittin | Trampolino lungo   | 105,0 m   | 55,8  | 43º       | 25'55"8 | 31'31"8          | 33º       |
| Iacopo Bortolas   | Gara a squadre     | 116,0 m   | 320,1 | 9º        | 14'00"6 | 57'07"0          | 9º        |
| Raffaele Buzzi    | Gara a squadre     | 124,0 m   | 320,1 | 9º        | 13'13"1 | 57'07"0          | 9º        |
| Samuel Costa      | Gara a squadre     | 110,5 m   | 320,1 | 9º        | 13'07"4 | 57'07"0          | 9º        |
| Alessandro Pittin | Gara a squadre     | 104,5 m   | 320,1 | 9º        | 13'18"9 | 57'07"0          | 9º        |

## Curling

### Torneo maschile
| Italia Skip: Joël Retornaz Third: Amos Mosaner Second: Sebastiano Arman Lead: Simone Gonin Alternate: Mattia Giovanella |
| --- |

#### Robin round
Risultati
| Sessione | Squadre       | Finale | 1 | 2 | 3 | 4 | 5 | 6 | 7 | 8 | 9 | 10 | 11   |
| -------- | ------------- | ------ | - | - | - | - | - | - | - | - | - | -- | ---- |
| 2        | Gran Bretagna | 7      | 0 | 1 | 0 | 2 | 0 | 0 | 2 | 1 | 0 | 1  | N.D. |
| 2        | Italia        | 5      | 2 | 0 | 1 | 0 | 0 | 1 | 0 | 0 | 1 | 0  | N.D. |
| 3        | Svezia        | 9      | 0 | 1 | 0 | 2 | 0 | 3 | 0 | 3 | X | X  | N.D. |
| 3        | Italia        | 3      | 0 | 0 | 1 | 0 | 1 | 0 | 1 | 0 | X | X  | N.D. |
| 5        | Italia        | 9      | 0 | 1 | 0 | 3 | 0 | 2 | 1 | 0 | 2 | 0  | N.D. |
| 5        | Cina          | 12     | 2 | 0 | 3 | 0 | 3 | 0 | 0 | 3 | 0 | 1  | N.D. |
| 6        | Italia        | 7      | 0 | 0 | 3 | 0 | 3 | 0 | 0 | 1 | 0 | X  | N.D. |
| 6        | ROC           | 10     | 0 | 3 | 0 | 3 | 0 | 0 | 1 | 0 | 3 | X  | N.D. |
| 7        | Svizzera      | 4      | 1 | 0 | 1 | 0 | 2 | 0 | 0 | 0 | 0 | X  | N.D. |
| 7        | Italia        | 8      | 0 | 1 | 0 | 1 | 0 | 3 | 0 | 1 | 2 | X  | N.D. |
| 8        | Canada        | 7      | 1 | 0 | 1 | 0 | 0 | 2 | 0 | 0 | 3 | X  | N.D. |
| 8        | Italia        | 3      | 0 | 1 | 0 | 1 | 0 | 0 | 0 | 1 | 0 | X  | N.D. |
| 10       | Italia        | 10     | 1 | 0 | 2 | 0 | 2 | 0 | 1 | 4 | X | X  | N.D. |
| 10       | Stati Uniti   | 4      | 0 | 2 | 0 | 1 | 0 | 1 | 0 | 0 | X | X  | N.D. |
| 11       | Italia        | 10     | 0 | 2 | 2 | 1 | 0 | 4 | 1 | X | X | X  | N.D. |
| 11       | Danimarca     | 3      | 2 | 0 | 0 | 0 | 1 | 0 | 0 | X | X | X  | N.D. |
| 12       | Norvegia      | 9      | 0 | 0 | 2 | 0 | 1 | 0 | 2 | 2 | 2 | X  | N.D. |
| 12       | Italia        | 4      | 1 | 1 | 0 | 2 | 0 | 0 | 0 | 0 | 0 | X  | N.D. |

Classifica
| Nazionale     | Skip            | V | P | V-P      | PF | PS | Mani vinte | Mani perse | Mani nulle | Mani rubate | % tiro | DSC   |
| ------------- | --------------- | - | - | -------- | -- | -- | ---------- | ---------- | ---------- | ----------- | ------ | ----- |
| Gran Bretagna | Bruce Mouat     | 8 | 1 | –        | 63 | 44 | 39         | 31         | 5          | 10          | 88,0%  | 18.81 |
| Svezia        | Niklas Edin     | 7 | 2 | –        | 64 | 44 | 43         | 30         | 10         | 11          | 85,7%  | 14.02 |
| Canada        | Brad Gushue     | 5 | 4 | 1–0      | 58 | 50 | 34         | 38         | 7          | 7           | 84,4%  | 26.49 |
| Stati Uniti   | John Shuster    | 5 | 4 | 0–1      | 56 | 61 | 35         | 41         | 4          | 5           | 83,0%  | 32.29 |
| Cina          | Ma Xiuyue       | 4 | 5 | 2–1; 1–0 | 59 | 62 | 39         | 36         | 6          | 4           | 85,4%  | 23.55 |
| Norvegia      | Steffen Walstad | 4 | 5 | 2–1; 0–1 | 58 | 53 | 40         | 36         | 0          | 11          | 84,4%  | 20.96 |
| Svizzera      | Peter de Cruz   | 4 | 5 | 1–2; 1–0 | 51 | 54 | 33         | 38         | 13         | 3           | 84,5%  | 15.74 |
| ROC           | Sergey Glukhov  | 4 | 5 | 1–2; 0–1 | 58 | 58 | 33         | 38         | 6          | 6           | 81,2%  | 33.72 |
| Italia        | Joël Retornaz   | 3 | 6 | –        | 59 | 65 | 36         | 35         | 3          | 8           | 81,7%  | 30.76 |
| Danimarca     | Mikkel Krause   | 1 | 8 | –        | 36 | 71 | 30         | 39         | 3          | 2           | 78,1%  | 32.84 |

### Doppio misto
| Italia Donna: Stefania Constantini Uomo: Amos Mosaner |
| ----------------------------------------------------- |

#### Robin round
Risultati
| Sessione | Squadre       | Finale | 1 | 2 | 3 | 4 | 5 | 6 | 7    | 8    | 9    | 10   | 11   |
| -------- | ------------- | ------ | - | - | - | - | - | - | ---- | ---- | ---- | ---- | ---- |
| 2        | Stati Uniti   | 4      | 1 | 0 | 0 | 1 | 1 | 1 | 0    | 0    | N.D. | N.D. | N.D. |
| 2        | Italia        | 8      | 0 | 4 | 1 | 0 | 0 | 0 | 1    | 2    | N.D. | N.D. | N.D. |
| 3        | Italia        | 8      | 0 | 3 | 0 | 1 | 1 | 0 | 2    | 0    | 1    | N.D. | N.D. |
| 3        | Svizzera      | 7      | 1 | 0 | 2 | 0 | 0 | 3 | 0    | 1    | 0    | N.D. | N.D. |
| 5        | Italia        | 11     | 3 | 0 | 2 | 0 | 2 | 2 | 0    | 2    | N.D. | N.D. | N.D. |
| 5        | Norvegia      | 8      | 0 | 5 | 0 | 1 | 0 | 0 | 2    | 0    | N.D. | N.D. | N.D. |
| 6        | Rep. Ceca     | 2      | 0 | 0 | 1 | 0 | 0 | 1 | N.D. | N.D. | N.D. | N.D. | N.D. |
| 6        | Italia        | 10     | 4 | 1 | 0 | 4 | 1 | 0 | N.D. | N.D. | N.D. | N.D. | N.D. |
| 8        | Australia     | 3      | 1 | 0 | 0 | 1 | 0 | 1 | 0    | N.D. | N.D. | N.D. | N.D. |
| 8        | Italia        | 7      | 0 | 2 | 1 | 0 | 1 | 0 | 3    | N.D. | N.D. | N.D. | N.D. |
| 9        | Gran Bretagna | 5      | 0 | 1 | 1 | 0 | 0 | 2 | 0    | 1    | N.D. | N.D. | N.D. |
| 9        | Italia        | 7      | 1 | 0 | 0 | 2 | 1 | 0 | 3    | 0    | N.D. | N.D. | N.D. |
| 11       | Italia        | 8      | 3 | 1 | 0 | 1 | 0 | 1 | 1    | 1    | N.D. | N.D. | N.D. |
| 11       | Cina          | 4      | 0 | 0 | 1 | 0 | 3 | 0 | 0    | 0    | N.D. | N.D. | N.D. |
| 12       | Italia        | 12     | 0 | 1 | 1 | 1 | 0 | 5 | 0    | 4    | N.D. | N.D. | N.D. |
| 12       | Svezia        | 8      | 2 | 0 | 0 | 0 | 3 | 0 | 3    | 0    | N.D. | N.D. | N.D. |
| 13       | Canada        | 7      | 0 | 2 | 0 | 0 | 2 | 0 | 3    | 0    | 0    | N.D. | N.D. |
| 13       | Italia        | 8      | 1 | 0 | 1 | 2 | 0 | 1 | 0    | 2    | 1    | N.D. | N.D. |

Classifica
| Legenda | Legenda     |
| ------- | ----------- |
|         | Fase finale |

| Nazione       | Atleti                                | V | P | PF | PS | Mani vinte | Mani perse | Mani nulle | Mani rubate | % tiro |
| ------------- | ------------------------------------- | - | - | -- | -- | ---------- | ---------- | ---------- | ----------- | ------ |
| Italia        | Stefania Constantini / Amos Mosaner   | 9 | 0 | 79 | 48 | 43         | 28         | 0          | 17          | 79%    |
| Norvegia      | Kristin Skaslien / Magnus Nedregotten | 6 | 3 | 68 | 50 | 40         | 28         | 0          | 15          | 82%    |
| Gran Bretagna | Jenn Dodds / Bruce Mouat              | 6 | 3 | 60 | 50 | 38         | 33         | 0          | 12          | 79%    |
| Svezia        | Almida de Val / Oskar Eriksson        | 5 | 4 | 55 | 54 | 35         | 33         | 0          | 10          | 76%    |
| Canada        | Rachel Homan / John Morris            | 5 | 4 | 56 | 54 | 33         | 39         | 0          | 8           | 78%    |
| Rep. Ceca     | Zuzana Paulová / Tomáš Paul           | 4 | 5 | 50 | 64 | 29         | 39         | 1          | 7           | 74%    |
| Svizzera      | Jenny Perret / Martin Rios            | 3 | 6 | 55 | 58 | 32         | 39         | 0          | 5           | 73%    |
| Stati Uniti   | Vicky Persinger / Chris Plys          | 3 | 6 | 50 | 67 | 34         | 36         | 0          | 9           | 74%    |
| Cina          | Fan Suyuan / Zhi Ling                 | 2 | 7 | 51 | 64 | 34         | 36         | 0          | 8           | 74%    |
| Australia     | Tahli Gill / Dean Hewitt              | 2 | 7 | 52 | 67 | 31         | 38         | 1          | 5           | 72%    |

#### Fase finale
|  | Semifinali                   | Semifinali                   | Semifinali                   |                              |                             | Finale                      | Finale                  | Finale          |  |
|  |                              |                              |                              |                              |                             |                             |                         |                 |  |
|  | Constantini / Mosaner (ITA)  | Constantini / Mosaner (ITA)  | 8                            |                              |                             |                             |                         |                 |  |
|  | Constantini / Mosaner (ITA)  | Constantini / Mosaner (ITA)  | 8                            |                              |                             |                             |                         |                 |  |
|  | de Val / Eriksson (SWE)      | de Val / Eriksson (SWE)      | 1                            |                              |                             |                             |                         |                 |  |
|  | de Val / Eriksson (SWE)      | de Val / Eriksson (SWE)      | 1                            |                              | Constantini / Mosaner (ITA) | Constantini / Mosaner (ITA) | 8                       |                 |  |
|  |                              |                              |                              |                              | Constantini / Mosaner (ITA) | Constantini / Mosaner (ITA) | 8                       |                 |  |
|  |                              |                              | Skaslien / Nedregotten (NOR) | Skaslien / Nedregotten (NOR) | 5                           |                             |                         |                 |  |
|  | Skaslien / Nedregotten (NOR) | Skaslien / Nedregotten (NOR) | Skaslien / Nedregotten (NOR) | Skaslien / Nedregotten (NOR) | 5                           | 6                           |                         |                 |  |
|  | Skaslien / Nedregotten (NOR) | Skaslien / Nedregotten (NOR) |                              |                              |                             | 6                           |                         |                 |  |
|  | Dodds / Mouat (GBR)          | Dodds / Mouat (GBR)          | 5                            |                              |                             | Finale 3º posto             | Finale 3º posto         | Finale 3º posto |  |
|  | Dodds / Mouat (GBR)          | Dodds / Mouat (GBR)          | 5                            |                              |                             |                             |                         |                 |  |
|  |                              |                              |                              |                              |                             |                             |                         |                 |  |
|  |                              |                              |                              |                              |                             | de Val / Eriksson (SWE)     | de Val / Eriksson (SWE) | 9               |  |
|  |                              |                              |                              |                              |                             | de Val / Eriksson (SWE)     | de Val / Eriksson (SWE) | 9               |  |
|  |                              |                              |                              |                              |                             | Dodds / Mouat (GBR)         | Dodds / Mouat (GBR)     | 3               |  |

Semifinale
| Squadre | Finale | 1 | 2 | 3 | 4 | 5 | 6 | 7 | 8 |
| ------- | ------ | - | - | - | - | - | - | - | - |
| Italia  | 8      | 1 | 1 | 2 | 1 | 1 | 0 | 2 | X |
| Svezia  | 1      | 0 | 0 | 0 | 0 | 0 | 1 | 0 | X |

Finale
| Squadre  | Finale | 1 | 2 | 3 | 4 | 5 | 6 | 7 | 8 |
| -------- | ------ | - | - | - | - | - | - | - | - |
| Italia   | 8      | 0 | 2 | 1 | 3 | 0 | 1 | 0 | 1 |
| Norvegia | 5      | 2 | 0 | 0 | 0 | 1 | 0 | 2 | 0 |

## Freestyle

### Uomini
| Atleta            | Evento     | Qualificazioni | Qualificazioni | Qualificazioni | Qualificazioni  | Qualificazioni | Finale          | Finale          | Finale          | Finale          | Finale          |
| Atleta            | Evento     | Run 1          | Run 2          | Run 3          | Totale/migliore | Posizione      | Run 1           | Run 2           | Run 3           | Totale/migliore | Posizione       |
| ----------------- | ---------- | -------------- | -------------- | -------------- | --------------- | -------------- | --------------- | --------------- | --------------- | --------------- | --------------- |
| Leonardo Donaggio | Big air    | 90.25          | 70.25          | 80.25          | 170.50          | 10º            | 91.00           | 81.00           | 17.25           | 172.00          | 5º              |
| Leonardo Donaggio | Slopestyle | 63.48          | 42.88          | —              | 63.48           | 18º            | Non qualificato | Non qualificato | Non qualificato | Non qualificato | Non qualificato |

Ski cross
| Atleta           | Evento    | Qualificazioni | Qualificazioni | Ottavi    | Quarti    | Semifinale | Finale    | Finale |
| Atleta           | Evento    | Tempo          | Posizione      | Posizione | Posizione | Posizione  | Posizione | Totale |
| ---------------- | --------- | -------------- | -------------- | --------- | --------- | ---------- | --------- | ------ |
| Simone Deromedis | Ski cross | 1'12"48        | 8º Q           | 1º Q      | 2º Q      | 3º SF      | 1º        | 5º     |

### Donne
| Atleta            | Evento     | Qualificazioni | Qualificazioni | Qualificazioni | Qualificazioni  | Qualificazioni | Finale          | Finale          | Finale          | Finale          | Finale          |
| Atleta            | Evento     | Run 1          | Run 2          | Run 3          | Totale/migliore | Posizione      | Run 1           | Run 2           | Run 3           | Totale/migliore | Posizione       |
| ----------------- | ---------- | -------------- | -------------- | -------------- | --------------- | -------------- | --------------- | --------------- | --------------- | --------------- | --------------- |
| Silvia Bertagna   | Big air    | 17.00          | 16.75          | DNS            | 17.00           | 25ª            | Non qualificata | Non qualificata | Non qualificata | Non qualificata | Non qualificata |
| Silvia Bertagna   | Slopestyle | 65.25          | 68.90          | —              | 68.90           | 8ª             | 48.50           | 61.85           | 7.83            | 61.85           | 10ª             |
| Elisa Maria Nakab | Slopestyle | 8.60           | 32.70          | —              | 32.70           | 24ª            | Non qualificata | Non qualificata | Non qualificata | Non qualificata | Non qualificata |

| Atleta            | Evento    | Qualificazioni | Qualificazioni | Ottavi    | Quarti    | Semifinale      | Finale          | Finale          |
| Atleta            | Evento    | Tempo          | Posizione      | Posizione | Posizione | Posizione       | Posizione       | Totale          |
| ----------------- | --------- | -------------- | -------------- | --------- | --------- | --------------- | --------------- | --------------- |
| Lucrezia Fantelli | Ski cross | 1:18.17        | 6º Q           | DNF       | DNF       | DNF             | DNF             | DNF             |
| Jole Galli        | Ski cross | 1:19.20        | 12º Q          | 2º Q      | 3º        | Non qualificata | Non qualificata | Non qualificata |

## Pattinaggio di figura
| Gara     | Atleta                               | Programma corto | Programma corto | Programma libero | Programma libero | Totale | Totale    |
| Gara     | Atleta                               | Punti           | Posizione       | Punti            | Posizione        | Punti  | Posizione |
| -------- | ------------------------------------ | --------------- | --------------- | ---------------- | ---------------- | ------ | --------- |
| Maschile | Daniel Grassl                        | 90,64           | 12º Q           | 187,43           | 4º               | 278,07 | 7º        |
| Maschile | Matteo Rizzo                         | 88,63           | 13º Q           | 158,90           | 17º              | 247,53 | 16º       |
| Coppie   | Nicole Della Monica / Matteo Guarise | 63,58           | 10ª             |                  |                  |        |           |
| Coppie   | Rebecca Ghilardi / Filippo Ambrosini | 55,83           | 16ª             |                  |                  |        |           |
| Danza    | Charlène Guignard / Marco Fabbri     | 82,68           | 7ª Q            | 124,37           | 5ª               | 207,05 | 5ª        |

Gara a squadre
| Gara   | Atleta                               | Programma corto | Programma corto | Programma libero | Programma libero | Totale | Totale    |
| Gara   | Atleta                               | Punti           | Posizione       | Punti            | Posizione        | Punti  | Posizione |
| ------ | ------------------------------------ | --------------- | --------------- | ---------------- | ---------------- | ------ | --------- |
| Uomini | Daniel Grassl                        | 6               | 5º              | N.D.             | N.D.             | 20     | 7ª        |
| Donne  | Lara Naki Gutmann                    | 2               | 9ª              | N.D.             | N.D.             | 20     | 7ª        |
| Coppie | Nicole Della Monica / Matteo Guarise | 4               | 7ª              | N.D.             | N.D.             | 20     | 7ª        |
| Danza  | Charlène Guignard / Marco Fabbri     | 8               | 3ª              | N.D.             | N.D.             | 20     | 7ª        |

## Pattinaggio di velocità

### Uomini
| Atleta            | Evento  | Tempo    | Posizione |
| ----------------- | ------- | -------- | --------- |
| David Bosa        | 500 m   | 35"168   | 23º       |
| Jeffrey Rosanelli | 500 m   | 35"08    | 19º       |
| Davide Ghiotto    | 5000 m  | 6'16"92  | 8º        |
| Andrea Giovannini | 5000 m  | 6'30"11  | 20º       |
| Michele Malfatti  | 5000 m  | 6'21"47  | 15º       |
| Davide Ghiotto    | 10000 m | 12'45"98 | Bronzo    |
| Michele Malfatti  | 10000 m | 13'01"42 | 9º        |
| David Bosa        | 1000 m  | 1'09"35  | 15º       |
| Alessio Trentini  | 1500 m  | 1'48"33  | 25º       |

### Donne
| Atleta                 | Evento | Tempo   | Posizione |
| ---------------------- | ------ | ------- | --------- |
| Francesca Lollobrigida | 1500 m | 1'55"20 | 6ª        |
| Francesca Lollobrigida | 3000 m | 3'58"06 | Argento   |
| Francesca Lollobrigida | 5000 m | 6'51"76 | 4ª        |

### Mass start
| Atleta                 | Evento               | Semifinale | Semifinale | Semifinale | Finale | Finale  | Finale    |
| Atleta                 | Evento               | Punti      | Tempo      | Posizione  | Punti  | Tempo   | Posizione |
| ---------------------- | -------------------- | ---------- | ---------- | ---------- | ------ | ------- | --------- |
| Andrea Giovannini      | Mass start maschile  | 60         | 7'43"58    | 1º Q       | 0      | 7'47"93 | 11º       |
| Francesca Lollobrigida | Mass start femminile | 62         | 8'34"19    | 1ª Q       | 20     | 8'14"98 | Bronzo    |

## Salto con gli sci
| Atleta             | Evento                       | Qualificazione | Qualificazione | Qualificazione | Finale      | Finale      | Finale      | Finale          | Finale          | Finale          | Finale          | Finale          |
| Atleta             | Evento                       | Qualificazione | Qualificazione | Qualificazione | Primo salto | Primo salto | Primo salto | Secondo salto   | Secondo salto   | Secondo salto   | Totale          | Totale          |
| Atleta             | Evento                       | Lunghezza      | Punti          | Posizione      | Lunghezza   | Punti       | Posizione   | Lunghezza       | Punti           | Posizione       | Punti           | Posizione       |
| ------------------ | ---------------------------- | -------------- | -------------- | -------------- | ----------- | ----------- | ----------- | --------------- | --------------- | --------------- | --------------- | --------------- |
| Giovanni Bresadola | Trampolino normale maschile  | 94,0 m         | 91,8           | 21º Q          | 93,5 m      | 110,3       | 41º         | Non qualificato | Non qualificato | Non qualificato | Non qualificato | Non qualificato |
| Giovanni Bresadola | Trampolino lungo maschile    | 117,5 m        | 97,0           | 35º Q          | 127,0 m     | 114,6       | 35º         | Non qualificato | Non qualificato | Non qualificato | Non qualificato | Non qualificato |
| Jessica Malsiner   | Trampolino normale femminile | N.D.           | N.D.           | N.D.           | 76,5 m      | 62,0        | 30ª         | 75,5 m          | 62,4            | 27ª             | 124,4           | 29ª             |

## Sci alpino

### Uomini
| Atleta              | Evento          | Tempo     | Tempo     | Tempo   | Posizione |
| Atleta              | Evento          | 1ª manche | 2ª manche | Totale  | Posizione |
| ------------------- | --------------- | --------- | --------- | ------- | --------- |
| Christof Innerhofer | Combinata       | 1'44"19   | 51"61     | 2'35"80 | 10º       |
| Christof Innerhofer | Discesa libera  | DNF       | DNF       | DNF     | DNF       |
| Matteo Marsaglia    | Discesa libera  | 1'44"06   | 1'44"06   | 1'44"06 | 15º       |
| Dominik Paris       | Discesa libera  | 1'43"21   | 1'43"21   | 1'43"21 | 6º        |
| Christof Innerhofer | Supergigante    | DNF       | DNF       | DNF     | DNF       |
| Matteo Marsaglia    | Supergigante    | 1'22"16   | 1'22"16   | 1'22"16 | 18º       |
| Dominik Paris       | Supergigante    | 1'22"62   | 1'22"62   | 1'22"62 | 21º       |
| Luca De Aliprandini | Slalom gigante  | 1:03.42   | DNF       | DNF     | DNF       |
| Tommaso Sala        | Slalom gigante  | DNF       | DNF       | DNF     | DNF       |
| Alex Vinatzer       | Slalom gigante  | DNF       | DNF       | DNF     | DNF       |
| Giuliano Razzoli    | Slalom speciale | 54"79     | 50"26     | 1'45"05 | 8º        |
| Tommaso Sala        | Slalom speciale | 54"37     | 51"00     | 1'45"37 | 11º       |
| Alex Vinatzer       | Slalom speciale | 55"39     | DNF       | DNF     | DNF       |

### Donne
| Atleta              | Evento          | Tempo     | Tempo     | Tempo   | Posizione |
| Atleta              | Evento          | 1ª manche | 2ª manche | Totale  | Posizione |
| ------------------- | --------------- | --------- | --------- | ------- | --------- |
| Marta Bassino       | Slalom gigante  | DNF       | DNF       | DNF     | DNF       |
| Federica Brignone   | Slalom gigante  | 57"98     | 57"99     | 1'55"97 | Argento   |
| Elena Curtoni       | Slalom gigante  | 1'00"50   | 59"41     | 1'59"91 | 20ª       |
| Federica Brignone   | Slalom speciale | 54"41     | DNF       | DNF     | DNF       |
| Lara Della Mea      | Slalom speciale | 56"00     | 54"53     | 1'50"53 | 30ª       |
| Anita Gulli         | Slalom speciale | 55"46     | 54"32     | 1'49"78 | 29ª       |
| Marta Bassino       | Supergigante    | 1'15"08   | 1'15"08   | 1'15"08 | 17ª       |
| Federica Brignone   | Supergigante    | 1'14"17   | 1'14"17   | 1'14"17 | 7ª        |
| Elena Curtoni       | Supergigante    | 1'14"34   | 1'14"34   | 1'14"34 | 10ª       |
| Francesca Marsaglia | Supergigante    | 1'15"61   | 1'15"61   | 1'15"61 | 22ª       |
| Elena Curtoni       | Discesa libera  | 1'32"87   | 1'32"87   | 1'32"87 | 5ª        |
| Nadia Delago        | Discesa libera  | 1'32"44   | 1'32"44   | 1'32"44 | Bronzo    |
| Nicol Delago        | Discesa libera  | 1'33"69   | 1'33"69   | 1'33"69 | 11ª       |
| Sofia Goggia        | Discesa libera  | 1'32"03   | 1'32"03   | 1'32"03 | Argento   |
| Marta Bassino       | Combinata       | 1'33"45   | DNF       | DNF     | DNF       |
| Federica Brignone   | Combinata       | 1'33"11   | 54"41     | 2'27"52 | Bronzo    |
| Elena Curtoni       | Combinata       | DNF       | DNF       | DNF     | DNF       |
| Nicol Delago        | Combinata       | 1'33"12   | DNF       | DNF     | DNF       |

### Misti
| Ottavi di finale | Ottavi di finale    | Ottavi di finale | Ottavi di finale    | Ottavi di finale | Ottavi di finale |
| #                | Italia Q            | Tempo            | ROC                 | Tempo            | Punti            |
| ---------------- | ------------------- | ---------------- | ------------------- | ---------------- | ---------------- |
| 1                | Federica Brignone   | 25"25            | Julija Pleškova     | DNF              | 1 - 0            |
| 2                | Luca De Aliprandini | 24"14            | Ivan Kuznecov       | 24"18            | 2 - 0            |
| 3                | Marta Bassino       | 25"64            | Ekaterina Tkačenko  | 26"03            | 3 - 0            |
| 4                | Alex Vinatzer       | 24"51            | Aleksandr Andrienko | 24"22            | 3 - 1            |

| Quarti di finale | Quarti di finale    | Quarti di finale | Quarti di finale | Quarti di finale | Quarti di finale |
| #                | Italia              | Tempo            | Stati Uniti Q    | Tempo            | Punti            |
| ---------------- | ------------------- | ---------------- | ---------------- | ---------------- | ---------------- |
| 1                | Federica Brignone   | 25"02            | Paula Moltzan    | 24"46            | 0 - 1            |
| 2                | Luca De Aliprandini | DNF              | Tommy Ford       | 24"49            | 0 - 2            |
| 3                | Marta Bassino       | 25"08            | Mikaela Shiffrin | 25"10            | 1 - 2            |
| 4                | Alex Vinatzer       | 24"82            | River Radamus    | 24"06            | 1 - 3            |

## Sci di fondo

### Uomini
Distanza
| Atleta                                                                      | Evento    | Tecnica classica | Tecnica classica | Tecnica libera | Tecnica libera | Totale                                    | Totale   | Totale    |
| Atleta                                                                      | Evento    | Tempo            | Posizione        | Tempo          | Posizione      | Tempo                                     | Distacco | Posizione |
| --------------------------------------------------------------------------- | --------- | ---------------- | ---------------- | -------------- | -------------- | ----------------------------------------- | -------- | --------- |
| Francesco De Fabiani                                                        | 15 km     | N.D.             | N.D.             | N.D.           | N.D.           | 40'16"4                                   | +2'21"6  | 18º       |
| Giandomenico Salvadori                                                      | 15 km     | N.D.             | N.D.             | N.D.           | N.D.           | 40'33"2                                   | +2'38"4  | 22º       |
| Paolo Ventura                                                               | 15 km     | N.D.             | N.D.             | N.D.           | N.D.           | 41'12"2                                   | +3'17"4  | 34º       |
| Francesco De Fabiani                                                        | Skiathlon | 40'12"4          | 6º               | 39'06"0        | 22º            | 1h19'47"6                                 | +3'37"8  | 8º        |
| Giandomenico Salvadori                                                      | Skiathlon | 43'23"4          | 48º              | 42'13"0        | 43º            | 1h26'10"7                                 | +10'00"9 | 48º       |
| Paolo Ventura                                                               | Skiathlon | 42'41"0          | 40º              | 40'46"8        | 30º            | 1h24'00"4                                 | +7'50"6  | 34º       |
| Federico Pellegrino Francesco De Fabiani Giandomenico Salvadori Davide Graz | Staffetta | N.D.             | N.D.             | N.D.           | N.D.           | 2h00'16"6 30'38"8 30'52"1 29'05"8 29'39"9 | +5'25"9  | 8ª        |

Sprint
| Atleta               | Evento | Qualificazioni | Qualificazioni | Quarti di finale | Quarti di finale | Semifinali      | Semifinali      | Finale          | Finale          |
| Atleta               | Evento | Tempo          | Pos.           | Tempo            | Pos.             | Tempo           | Pos.            | Tempo           | Pos.            |
| -------------------- | ------ | -------------- | -------------- | ---------------- | ---------------- | --------------- | --------------- | --------------- | --------------- |
| Francesco De Fabiani | Sprint | 2'55"56        | 35º            | Non qualificato  | Non qualificato  | Non qualificato | Non qualificato | Non qualificato | Non qualificato |
| Davide Graz          | Sprint | 2'53"58        | 25º Q          | 2'56"09          | 6º               | Non qualificato | Non qualificato | Non qualificato | Non qualificato |
| Federico Pellegrino  | Sprint | 2'49"55        | 6º Q           | 2'53"08          | 1º Q             | 2'52"17         | 1º Q            | 2'58"32         | Argento         |
| Maicol Rastelli      | Sprint | 3'02"04        | 51º            | Non qualificato  | Non qualificato  | Non qualificato | Non qualificato | Non qualificato | Non qualificato |

### Donne
Distanza
| Atleta                                                       | Evento    | Tecnica classica | Tecnica classica | Tecnica libera | Tecnica libera | Totale                                  | Totale   | Totale    |
| Atleta                                                       | Evento    | Tempo            | Posizione        | Tempo          | Posizione      | Tempo                                   | Distacco | Posizione |
| ------------------------------------------------------------ | --------- | ---------------- | ---------------- | -------------- | -------------- | --------------------------------------- | -------- | --------- |
| Anna Comarella                                               | Skiathlon | 24'24"1          | 26ª              | 24'19"0        | 44ª            | 49'27"8                                 | +5'14"1  | 37ª       |
| Martina Di Centa                                             | Skiathlon | 25'02"2          | 37ª              | 23'40"4        | 33ª            | 49'22"8                                 | +5'09"1  | 36ª       |
| Caterina Ganz                                                | Skiathlon | 24'37"1          | 31ª              | 24'29"4        | 48ª            | 49'53"9                                 | +5'40"2  | 42ª       |
| Cristina Pittin                                              | Skiathlon | 25'01"1          | 36ª              | 24'05"8        | 41ª            | 49'48"6                                 | +5'34"9  | 41ª       |
| Anna Comarella Caterina Ganz Martina Di Centa Lucia Scardoni | Staffetta | N.D.             | N.D.             | N.D.           | N.D.           | 57'20"5 15'28"1 15'11"4 13'17"9 13'23"1 | +3'39"5  | 8ª        |

Sprint
| Atleta          | Evento | Qualificazioni | Qualificazioni | Quarti di finale | Quarti di finale | Semifinali      | Semifinali      | Finale          | Finale          |
| Atleta          | Evento | Tempo          | Pos.           | Tempo            | Pos.             | Tempo           | Pos.            | Tempo           | Pos.            |
| --------------- | ------ | -------------- | -------------- | ---------------- | ---------------- | --------------- | --------------- | --------------- | --------------- |
| Caterina Ganz   | Sprint | 3'24"13        | 30ª Q          | 3'24"04          | 6ª               | Non qualificata | Non qualificata | Non qualificata | Non qualificata |
| Greta Laurent   | Sprint | 3'22"84        | 25ª Q          | 3'26"96          | 6º               | Non qualificata | Non qualificata | Non qualificata | Non qualificata |
| Cristina Pittin | Sprint | 3'30"64        | 47ª            | Non qualificata  | Non qualificata  | Non qualificata | Non qualificata | Non qualificata | Non qualificata |
| Lucia Scardoni  | Sprint | 3'23"61        | 29ª Q          | 3'27"07          | 6º               | Non qualificata | Non qualificata | Non qualificata | Non qualificata |

## Short track

### Uomini
| Atleta                                                        | Evento           | Batteria | Batteria | Quarto di finale | Quarto di finale | Semifinale      | Semifinale      | Finale          | Finale          |                 |                 |
| Atleta                                                        | Evento           | Tempo    | Pos.     | Tempo            | Pos.             | Tempo           | Pos.            | Tempo           | Pos.            |                 |                 |
| ------------------------------------------------------------- | ---------------- | -------- | -------- | ---------------- | ---------------- | --------------- | --------------- | --------------- | --------------- | --------------- | --------------- |
| Andrea Cassinelli                                             | 500 m            | 42"791   | 3º       | Non qualificato  | Non qualificato  | Non qualificato | Non qualificato | Non qualificato | Non qualificato |                 |                 |
| Pietro Sighel                                                 | 500 m            | 40"350   | 2º Q     | 40"644           | 2º Q             | 40"847          | 2º Q            | DNF             | 5º              |                 |                 |
| Pietro Sighel                                                 | 1000 m           | 2'10"039 | ADV      | DSQ              | DSQ              | Non qualificato | Non qualificato | Non qualificato | Non qualificato |                 |                 |
| Luca Spechenhauser                                            | 1000 m           | DSQ      | DSQ      | Non qualificato  | Non qualificato  | Non qualificato | Non qualificato | Non qualificato | Non qualificato |                 |                 |
| Yuri Confortola                                               | 1500 m           | N.D.     | N.D.     | 2'12"853         | 4º q             | -               | ADVA            | 2'12"384        | 10º             |                 |                 |
| Pietro Sighel                                                 | 1500 m           | N.D.     | N.D.     | DSQ              | DSQ              | Non qualificato | Non qualificato | Non qualificato | Non qualificato | Non qualificato | Non qualificato |
| Luca Spechenhauser                                            | 1500 m           | N.D.     | N.D.     | 2'56"796         | 6º               | Non qualificato | Non qualificato | Non qualificato | Non qualificato |                 |                 |
| Pietro Sighel Yuri Confortola Tommaso Dotti Andrea Cassinelli | 5000 m staffetta | N.D.     | N.D.     | N.D.             | N.D.             | 6'38"899        | 2ª QA           | 6'43"431        | Bronzo          |                 |                 |

### Donne
| Atleta                                                               | Evento           | Batteria | Batteria | Quarto di finale | Quarto di finale | Semifinale      | Semifinale      | Finale          | Finale          |
| Atleta                                                               | Evento           | Tempo    | Pos.     | Tempo            | Pos.             | Tempo           | Pos.            | Tempo           | Pos.            |
| -------------------------------------------------------------------- | ---------------- | -------- | -------- | ---------------- | ---------------- | --------------- | --------------- | --------------- | --------------- |
| Arianna Fontana                                                      | 500 m            | 42"940   | 1ª Q     | 42"635           | 1ª Q             | 42"387          | 1ª QA           | 42"488          | Oro             |
| Arianna Valcepina                                                    | 500 m            | 43"070   | 3ª q     | 42"891           | 2ª Q             | 44"044          | 5ª              | Non qualificata | Non qualificata |
| Martina Valcepina                                                    | 500 m            | 43"606   | 2ª Q     | —                | DSQ              | Non qualificata | Non qualificata | Non qualificata | Non qualificata |
| Arianna Fontana                                                      | 1000 m           | 1'30"066 | 1ª Q     | 1'29"324         | 1ª Q             | 1'26"811        | 2ª Q            | PEN             | PEN             |
| Cynthia Mascitto                                                     | 1000 m           | 1'28"471 | 3ª       | Non qualificata  | Non qualificata  | Non qualificata | Non qualificata | Non qualificata | Non qualificata |
| Arianna Fontana                                                      | 1500 m           | N.D.     | N.D.     | 2'32"946         | 2ª Q             | 2'22"196        | 2ª QA           | 2'17"862        | Argento         |
| Cynthia Mascitto                                                     | 1500 m           | N.D.     | N.D.     | 2'20"268         | 3ª Q             | 2'20"272        | 3ª QB           | 2'45"697        | 12ª             |
| Arianna Sighel                                                       | 1500 m           | N.D.     | N.D.     | 2'22"318         | 5ª               | Non qualificata | Non qualificata | Non qualificata | Non qualificata |
| Arianna Fontana Cynthia Mascitto Martina Valcepina Arianna Valcepina | 3000 m staffetta | N.D.     | N.D.     | N.D.             | N.D.             | 4'17"438        | 4ª QB           | 4'09"688        | 5ª              |

### Misto
| Atleta                                                                                              | Evento           | Quarti di finale | Quarti di finale | Semifinali | Semifinali | Finale   | Finale  |
| Atleta                                                                                              | Evento           | Tempo            | Pos.             | Tempo      | Pos.       | Tempo    | Pos.    |
| --------------------------------------------------------------------------------------------------- | ---------------- | ---------------- | ---------------- | ---------- | ---------- | -------- | ------- |
| Andrea Cassinelli Yuri Confortola Arianna Fontana Pietro Sighel Arianna Valcepina Martina Valcepina | 2000 m staffetta | 2'38"308         | 2ª Q             | 2'36"895   | 2ª QA      | 2'37"364 | Argento |

## Skeleton

### Uomini
| Atleta         | Evento  | 1ª manche | 1ª manche | 2ª manche | 2ª manche | 3ª manche | 3ª manche | 4ª manche | 4ª manche | Totale  | Totale |
| Atleta         | Evento  | Tempo     | Pos.      | Tempo     | Pos.      | Tempo     | Pos.      | Tempo     | Pos.      | Tempo   | Pos.   |
| -------------- | ------- | --------- | --------- | --------- | --------- | --------- | --------- | --------- | --------- | ------- | ------ |
| Amedeo Bagnis  | Singolo | 1'01"05   | 10º       | 1'01"19   | 14º       | 1'00"83   | 11º       | 1'01"01   | 12º       | 4'04"08 | 11º    |
| Mattia Gaspari | Singolo | 1'01"20   | 12º       | 1'01"31   | 15º       | 1'01"16   | 15º       | 1'01"36   | 16º       | 4'05"03 | 14º    |

### Donne
| Atleta              | Evento  | 1ª manche | 1ª manche | 2ª manche | 2ª manche | 3ª manche | 3ª manche | 4ª manche | 4ª manche | Totale  | Totale |
| Atleta              | Evento  | Tempo     | Pos.      | Tempo     | Pos.      | Tempo     | Pos.      | Tempo     | Pos.      | Tempo   | Pos.   |
| ------------------- | ------- | --------- | --------- | --------- | --------- | --------- | --------- | --------- | --------- | ------- | ------ |
| Valentina Margaglio | Singolo | 1'02"84   | 17ª       | 1'03"04   | 15ª       | 1'02"45   | 14ª       | 1'02"05   | 3ª        | 4'10"38 | 12ª    |

## Slittino

### Uomini
| Atleta                            | Evento  | 1ª manche | 1ª manche | 2ª manche | 2ª manche | 3ª manche | 3ª manche | 4ª manche | 4ª manche | Totale   | Totale |
| Atleta                            | Evento  | Tempo     | Pos.      | Tempo     | Pos.      | Tempo     | Pos.      | Tempo     | Pos.      | Tempo    | Pos.   |
| --------------------------------- | ------- | --------- | --------- | --------- | --------- | --------- | --------- | --------- | --------- | -------- | ------ |
| Dominik Fischnaller               | Singolo | 57"361    | 3º        | 57"444    | 3º        | 57"461    | 5º        | 57"420    | 3º        | 3'49"686 | Bronzo |
| Kevin Fischnaller                 | Singolo | DNS       | DNS       | DNS       | DNS       | DNS       | DNS       | DNS       | DNS       | DNS      | DNS    |
| Leon Felderer                     | Singolo | 57"814    | 12º       | 58"211    | 11º       | 57"855    | 11º       | 57"960    | 14º       | 3'51"840 | 11º    |
| Emanuel Rieder Simon Kainzwaldner | Doppio  | 58"602    | 4ª        | 58"995    | 7ª        | N.D.      | N.D.      | N.D.      | N.D.      | 1'57"597 | 6ª     |

### Donne
| Atleta        | Evento  | 1ª manche | 1ª manche | 2ª manche | 2ª manche | 3ª manche | 3ª manche | 4ª manche | 4ª manche | Totale   | Totale |
| Atleta        | Evento  | Tempo     | Pos.      | Tempo     | Pos.      | Tempo     | Pos.      | Tempo     | Pos.      | Tempo    | Pos.   |
| ------------- | ------- | --------- | --------- | --------- | --------- | --------- | --------- | --------- | --------- | -------- | ------ |
| Verena Hofer  | Singolo | 58"960    | 9ª        | 59"037    | 9ª        | 58"961    | 16ª       | 59"584    | 16ª       | 3'56"542 | 13ª    |
| Andrea Vötter | Singolo | 59"145    | 14ª       | 59"045    | 10ª       | 58"852    | 10ª       | 58"935    | 11ª       | 3'55"977 | 10ª    |
| Nina Zöggeler | Singolo | 59"464    | 18ª       | 59"160    | 16ª       | 59"085    | 19ª       | 59"275    | 14ª       | 3'56"984 | 15ª    |

### Misto
| Atleta                                                        | Evento         | Donna    | Donna | Uomo     | Uomo | Doppio   | Doppio | Totale   | Totale |
| Atleta                                                        | Evento         | Tempo    | Pos.  | Tempo    | Pos. | Tempo    | Pos.   | Tempo    | Pos.   |
| ------------------------------------------------------------- | -------------- | -------- | ----- | -------- | ---- | -------- | ------ | -------- | ------ |
| Andrea Vötter Leon Felderer Emanuel Rieder Simon Kainzwaldner | Gara a squadre | 1'00"618 | 6ª    | 1'01"960 | 5ª   | 1'02"274 | 4ª     | 3'04"852 | 5ª     |

## Snowboard
Big air
| Atleta         | Evento           | Qualificazioni | Qualificazioni | Qualificazioni | Qualificazioni | Qualificazioni | Finale          | Finale          | Finale          | Finale          | Finale          |
| Atleta         | Evento           | Run 1          | Run 2          | Run 3          | Totale         | Posizione      | Run 1           | Run 2           | Run 3           | Totale          | Posizione       |
| -------------- | ---------------- | -------------- | -------------- | -------------- | -------------- | -------------- | --------------- | --------------- | --------------- | --------------- | --------------- |
| Emiliano Lauzi | Big air maschile | 23.50          | 80.75          | 12.25          | 93.00          | 22º            | Non qualificato | Non qualificato | Non qualificato | Non qualificato | Non qualificato |

Cross
| Atleta                             | Evento                    | Posizionamento | Posizionamento | Ottavi    | Quarti          | Semifinale      | Finale          | Finale  |
| Atleta                             | Evento                    | Tempo          | Posizione      | Posizione | Posizione       | Posizione       | Posizione       | Totale  |
| ---------------------------------- | ------------------------- | -------------- | -------------- | --------- | --------------- | --------------- | --------------- | ------- |
| Filippo Ferrari                    | Snowboard cross maschile  | 1'24"77        | 31º Q          | 4º        | Non qualificato | Non qualificato | Non qualificato | 31º     |
| Tommaso Leoni                      | Snowboard cross maschile  | 1'18"13        | 19º Q          | 1º Q      | 2º Q            | 4º              | 4º              | 8º      |
| Lorenzo Sommariva                  | Snowboard cross maschile  | 1'17"98        | 9º Q           | 4º        | Non qualificato | Non qualificato | Non qualificato | 26º     |
| Omar Visintin                      | Snowboard cross maschile  | 1'17"68        | 6º Q           | 1º Q      | 1º Q            | 2º Q            | 3º              | Bronzo  |
| Sofia Belingheri                   | Snowboard cross femminile | 1'27"81        | 29ª Q          | 4ª        | Non qualificata | Non qualificata | Non qualificata | 24ª     |
| Caterina Carpano                   | Snowboard cross femminile | 1'24"87        | 11ª Q          | 2ª Q      | 3ª              | Non qualificata | Non qualificata | 10ª     |
| Francesca Gallina                  | Snowboard cross femminile | 1'25"27        | 22ª Q          | 3ª        | Non qualificata | Non qualificata | Non qualificata | 22ª     |
| Michela Moioli                     | Snowboard cross femminile | 1'22"19        | 1ª Q           | 1ª Q      | 1ª Q            | 3ª QB           | 4ª              | 8ª      |
| Omar Visintin Michela Moioli       | Snowboard cross a squadre | N.D.           | N.D.           | N.D.      | 1ª Q            | 1ª Q            | 2ª              | Argento |
| Lorenzo Sommariva Caterina Carpano | Snowboard cross a squadre | N.D.           | N.D.           | N.D.      | 2ª Q            | 1ª Q            | 4ª              | 4ª      |

Freestyle
| Atleta          | Evento              | Qualificazioni | Qualificazioni | Qualificazioni | Qualificazioni | Finale          | Finale          | Finale          | Finale          | Finale          |
| Atleta          | Evento              | Run 1          | Run 2          | Migliore       | Posizione      | Run 1           | Run 2           | Run 3           | Migliore/Totale | Posizione       |
| --------------- | ------------------- | -------------- | -------------- | -------------- | -------------- | --------------- | --------------- | --------------- | --------------- | --------------- |
| Lorenzo Gennero | Halfpipe maschile   | 34.75          | 2.00           | 34.75          | 19º            | Non qualificato | Non qualificato | Non qualificato | Non qualificato | Non qualificato |
| Louie Vito      | Halfpipe maschile   | 60.25          | 3.25           | 60.25          | 13º            | Non qualificato | Non qualificato | Non qualificato | Non qualificato | Non qualificato |
| Emiliano Lauzi  | Slopestyle maschile | 71.71          | 47.76          | 71.71          | 7º Q           | 80.01           | 27.48           | 39.48           | 80.01           | 5º              |

Parallelo
| Atleta             | Evento                             | Qualificazione | Qualificazione | Ottavi               | Quarti               | Semifinale           | Finale               | Finale          |
| Atleta             | Evento                             | Tempo          | Posizione      | Avversario Risultato | Avversario Risultato | Avversario Risultato | Avversario Risultato | Posizione       |
| ------------------ | ---------------------------------- | -------------- | -------------- | -------------------- | -------------------- | -------------------- | -------------------- | --------------- |
| Daniele Bagozza    | Slalom gigante parallelo maschile  | 1'22"48        | 16º Q          | Lee P +0"92          | Non qualificato      | Non qualificato      | Non qualificato      | Non qualificato |
| Mirko Felicetti    | Slalom gigante parallelo maschile  | 1'22"26        | 12º Q          | Kwiatkowski P DNF    | Non qualificato      | Non qualificato      | Non qualificato      | Non qualificato |
| Roland Fischnaller | Slalom gigante parallelo maschile  | 1'21"59        | 6º Q           | Košir V DNF          | Prommegger V +0"51   | Karl P DNF           | Non qualificato      | Non qualificato |
| Lucia Dalmasso     | Slalom gigante parallelo femminile | 1'47"68        | 29ª            | Non qualificata      | Non qualificata      | Non qualificata      | Non qualificata      | Non qualificata |
| Nadya Ochner       | Slalom gigante parallelo femminile | 1'28"84        | 16ª Q          | Ledecká P DNF        | Non qualificata      | Non qualificata      | Non qualificata      | Non qualificata |